# L'avvertimento
Pour plus de détails, voir Fiche technique et Distribution.
L'avvertimento est un film italien réalisé par Damiano Damiani, sorti en 1980.

## Fiche technique
- Titre français : L'avvertimento
- Réalisation : Damiano Damiani
- Scénario : Damiano Damiani, Nicola Badalucco, Arduino Maiuri et Massimo De Rita
- Photographie : Alfio Contini
- Musique : Riz Ortolani
- Pays d'origine :  Italie
- Format : Couleurs - 1,85:1 - Mono
- Date de sortie : 1980

## Distribution
- Giuliano Gemma : Commissaire Antonio Baresi
- Martin Balsam : Questore Martorana
- Laura Trotter : Silvia Lagana
- Giancarlo Zanetti : Brizzi
- Guido Leontini : Gianfranco Puma
- Ennio Antonelli
- Fabiana Udenio